# Crossref
Crossref (vormals CrossRef) wurde im Jahr 2000 als mitgliederbasierte Non-Profit-Organisation Publishers International Linking Association Inc. (PILA) gegründet. Ziel dieser Kooperation der Verlagswelt war es, das Problem der Verlinkung zwischen Fachartikeln unterschiedlicher Verlage – der Verlinkung vom zitierenden Artikel zum zitierten Artikel – zu lösen. Statt bilateraler Vereinbarungen zwischen Verlagen sollte Crossref einen Service bereitstellen, der es ermöglichte, über Persistent Identifier auf Inhalte anderer Verlage zu verlinken.
Heute sieht Crossref seine Mission umfassender darin, Forschungsergebnisse einfach auffindbar, zitierbar, verlinkbar und bewertbar zu machen und die Kommunikation im Wissenschaftsbetrieb insgesamt zu verbessern. Hierzu stellt Crossref eine Reihe von Produkten und Services bereit, die im Wesentlichen auf Links zwischen Metadaten beruhen und diese auswerten, so etwa Links zwischen Publikationen und Preprints, zugehörigen Forschungsdaten oder Förderprogrammen (aus denen diese Publikationen hervorgingen). Als Persistent Identifier für die meisten seiner Dienstleistungen verwendet Crossref den Digital Object Identifier (DOI) und fungiert als eine der offiziellen Registrierungsagenturen für DOIs.

## Leistungen
Crossrefs Hauptleistung ist weiterhin die Verlinkung zwischen zitierender und zitierter Publikation. Teilnehmende Verlage registrieren Crossref-DOIs und übermitteln Metadaten ihrer eigenen Publikationen. Für die in ihren Publikationen zitierte Literatur erhalten sie eine evtl. bereits andernorts registrierte DOI zurück und verlinken diese in der Referenzliste ihrer Publikation. Ein entsprechender Service für Publikationen zurückliegender Jahre (sogenannte back files) ist ebenfalls verfügbar und wird durch eine entsprechende Preisgestaltung gefördert.
Im Rahmen des optionalen Cited-by (zitiert von) -Service erhalten Verlage, die Metadaten über die in ihren Publikationen zitierte Literatur bei Crossref deponieren, im Gegenzug Auswertungen über die zitierenden Publikationen. Aufgrund des Netzwerkeffekts erhöht sich der Wert dieser Zitationsdatenbank, je mehr Mitglieder den Service nutzen.
Mit einem Corpus von nach eigenen Angaben über 97 Millionen Datenbankeinträgen (Stand Juni 2018) hat sich Crossref zu einer bedeutenden Quelle für bibliografische Open-Access-Metadaten entwickelt. Die zum gleichen Zeitpunkt über 750 Millionen Cited-by-Links, von denen viele offen genutzt werden können, stellen eine wichtige Quelle für den OpenCitations Corpus dar.
Darüber hinaus betreibt Crossref ein Verzeichnis für Förderorganisationen, das Open Funder Registry, das jeder Forschungsfördereinrichtung eine persistente Funder ID (DOI mit speziellem Präfix) zuordnet, und arbeitet gemeinsam mit anderen Organisationen (z. B. DataCite und ORCID) an verschiedenen Initiativen mit, die Persistent Identifier für weitere Teile des Wissenschaftsbetriebes zu etablieren versuchen, etwa für Konferenzen, Förderprogramme oder Organisationen.